# Anastasiya Rabchenyuk
Anastasiya Rabchenyuk (en ukrainien : Анастасія Рабченюк, Anastassiia Rabtcheniouk), née le 14 septembre 1983 à Ternivka, en RSS d'Ukraine, est une athlète ukrainienne, spécialiste du 400 mètres haies.

## Palmarès
| Date | Compétition                       | Lieu      | Résultat | Épreuve     | Temps         |
| ---- | --------------------------------- | --------- | -------- | ----------- | ------------- |
| 2003 | Universiade                       | Daegu     | 3e       | 400 m haies | 56 s 30       |
| 2006 | Championnats d'Europe             | Göteborg  | 8e       | 400 m haies | 55 s 74       |
| 2007 | Universiade                       | Bangkok   | 2e       | 400 m haies | 55 s 98       |
| 2008 | Coupe d'Europe                    | Annecy    | 1re      | 400 m haies | 54 s 64       |
| 2008 | Jeux olympiques                   | Pékin     | 4e       | 400 m haies | 53 s 96       |
| 2008 | Finale mondiale                   | Stuttgart | 2e       | 400 m haies | 54 s 92       |
| 2009 | Championnats d'Europe par équipes | Leiria    | 2e       | 400 m haies | 55 s 05       |
| 2009 | Championnats du monde             | Berlin    | 7e       | 400 m haies | 54 s 78       |
| 2010 | Championnats d'Europe par équipes | Bergen    | 3e       | 400 m haies | 56 s 79       |
| 2010 | Championnats d'Europe par équipes | Bergen    | 3e       | 4 x 400 m   | 3 min 27 s 60 |
| 2011 | Championnats du monde             | Daegu     | 5e       | 400 m haies | 54 s 18       |
| 2011 | Championnats du monde             | Daegu     | —        | 4 x 400 m   | DSQ           |

### Records
| Épreuve     | Performance | Lieu  | Date         |
| ----------- | ----------- | ----- | ------------ |
| 400 m haies | 53 s 96     | Pékin | 20 août 2008 |